# Georg Kulenkampff
Alwin Georg Kulenkampff-Post (* 23. Januar 1898 in Bremen; † 4. Oktober 1948 in Schaffhausen, Schweiz) war einer der bekanntesten deutschen Violinvirtuosen der 1930er und 1940er Jahre.

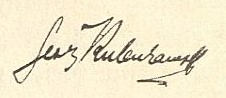
Signatur (1938)

## Biografie
Kulenkampff stammt aus der Kaufmannsfamilie Kulenkampff. Sein
Großvater Julius Eberhard Kulenkampff (1818–1884), hatte in dritter Ehe 1865 Anna Gertrud Post, eine Ur-Enkelin des ehemaligen Bremer Bürgermeisters Liborius Diederich Post, geheiratet. Um einer Verwechslung mit den Halbbrüdern vorzubeugen, erhielt Georgs Vater bei seiner Geburt am 17. Dezember 1866 den Namen Hermann Julius Kulenkampff-Post. Georg legte den Doppelnamen seines Vaters nach 1914 ab.
Kulenkampff war seit 1904 Schüler von Ernst Wendel, Chef der Bremer Philharmonie. Er debütierte 1912 als Soloviolinist, studierte bei Willy Heß an der Berliner Musikhochschule und war Konzertmeister des Hochschulorchesters. 1916 wurde der große und schlanke Kulenkampff Erster Konzertmeister des Bremer Philharmonischen Orchesters, 1923 Dozent an der Berliner Musikhochschule. Neben seiner Solistentätigkeit unterrichtete Kulenkampff an der Hochschule für Musik Berlin von 1923 bis 1926 und von 1931 bis 1943. Kulenkampff war während der NS-Zeit vielbeschäftigt. Anfang 1944 war seine Gesundheit so angegriffen, dass ihm sein Hausarzt weiteres Konzertieren untersagte und empfahl, einen Kurs in Davos zur Rekonvaleszenz zu nutzen. Seine Gesundung machte keine Fortschritte. Kulenkampff stand 1944 in der Gottbegnadeten-Liste des Reichsministeriums für Volksaufklärung und Propaganda. Nachdem seine Potsdamer Mietwohnung im Krieg zerstört worden war, besaß er nur noch seine beiden Geigen und die Noten.
Im November 1944 starb überraschend Carl Flesch. Obwohl dieser Kulenkampff schon früher als seinen späteren Nachfolger vorgeschlagen hatte, beriefen ihn die Schweizer Behörden erst zum 1. Mai 1945 als Leiter der Sommer-Meisterkurse. Seine Konzerttätigkeit kam nur schleppend voran. Im Sommer 1948 wollte er auf Anraten seines Freundes Wilhelm Furtwängler bei Paul Niehans in Lausanne eine Frischzellenkur beginnen. Dem Obduktionsbericht nach wurde ihm ein Extrakt aus einem verseuchten Rinderhirn verabreicht. Dazu Kulenkampffs Sohn Caspar Kulenkampff: „Die von mir veranlasste Obduktion ergab eine Virus-Encephalitis in der Umgebung und am Boden des vierten Ventrikels. Es gab keinen ernsthaften Zweifel daran, dass er über die Injektionen infiziert worden war. So ist mein Vater durch einen ganz überflüssigen Unfall ums Leben gekommen.“
Kurz zuvor gab er am 24. September 1948 in Schaffhausen, bereits unter beginnenden Lähmungserscheinungen stehend, sein letztes Konzert mit drei Violin-Solo-Werken von Johann Sebastian Bach.
Noch vor der Annahme eines Rufes an die Hochschule für Musik Freiburg im Breisgau starb Kulenkampff an einer Gehirnhautentzündung in einem Züricher Krankenhaus.

## Robert Schumanns Violinkonzert
Clara Schumann schenkte Joseph Joachim das Manuskript von Robert Schumanns Violinkonzert nach dessen Tod. Joachim verfügte testamentarisch, dass das Werk erst 100 Jahre nach dem Tod des Komponisten (1856) zur Aufführung gelangen solle, weil es nach Joachims Meinung bereits die Schatten von Schumanns späterer Geisteskrankheit enthielt. Das Manuskript wurde zusammen mit dem Nachlass des Geigers von dessen Sohn Johannes Joachim an das Archiv der Preußischen Staatsbibliothek verkauft.
1937 schrieb Jelly d’Arányi – die Großnichte von Joachim, die durchaus wusste, was es mit dem Konzert und „Onkel Jo“ auf sich hatte – an den Verlag Schott in Mainz, dass ihr bei einer spiritistischen Sitzung der Geist Robert Schumanns erschienen sei und sie auf sein vergessenes Violinkonzert aufmerksam gemacht habe. Durch eine Veröffentlichung des Oberbibliothekars der Musikabteilung der Preußischen Staatsbibliothek Hermann Wilhelm Springer (1872–1945) war man bei Schott aber bereits auf das Werk aufmerksam geworden. Dessen Direktor Georg Schünemann erzielte mit den Erben Joachims eine Einigung über eine vorzeitige Aufführung. Als Solist war der 21-jährige Yehudi Menuhin vorgesehen, dem der Verlag bereits eine Partitur übersandt hatte. Zur gleichen Zeit bemühte sich Georg Kulenkampff um die Aufführungsrechte, um das Werk der Vergessenheit zu entreißen. Da die Rechte an dem Konzert in Deutschland lagen, bestimmte die nationalsozialistische Regierung, dass die Uraufführung nicht im Ausland stattfinden dürfe. Mit Hilfe von Paul Hindemith, dessen eigene Werke bereits von den Nationalsozialisten verboten waren, und Georg Schünemann unternahm Kulenkampff eine Reihe von Änderungen, um das Konzert besser spielbar zu machen.
Am 26. November 1937, mehr als 80 Jahre nach seiner Entstehung, erlebte das Violinkonzert seine Uraufführung durch Georg Kulenkampff und die Berliner Philharmoniker unter Leitung von Karl Böhm.
Menuhin führte es in der Carnegie Hall mit einer Klavierbegleitung am 6. Dezember 1937 und dann mit dem Saint Louis Symphony Orchestra unter Leitung von Vladimir Golschmann am 23. Dezember auf. In Deutschland zog Siegfried Borries mit einer am Autograph orientierten Fassung nach. 1938 – ein knappes Jahr nach Georg Kulenkampff – spielte Eugenia Umińska die polnische Erstaufführung.
Jelly d’Aranyi hatte es 1938 geschafft, die London-Premiere mit dem BBC Symphony Orchestra zu geben, obwohl ihre Leistung offenbar nicht allgemein als Erfolg gefeiert wurde. Der Kritiker Robert Elkin bemerkte: „Je weniger über dieses düstere Fiasko gesagt wird, desto besser.“ Obwohl das Schumann-Konzert noch oft von Kulenkampff aufgeführt wurde und es in Yehudi Menuhin und vor allem in Henryk Szeryng überzeugte Verfechter besaß, konnte es sich lange Zeit nicht im Konzertbetrieb durchsetzen.

## Wirken
Als Kulenkampff 1936 eine Aufführung von Hindemiths Violinsonate in Berlin wagte, war der Erfolg so groß, dass die Nazis mit einem offiziellen Verbot der Musik Hindemiths reagierten. Ganz ungerührt von den Vorschriften der Nationalsozialisten spielte er bei den klassischen Werken die Kadenzen weiter, die von „nicht-arischen“ Künstlern wie Joseph Joachim oder Fritz Kreisler stammten.
Kulenkampff spielte zahlreiche Ur- und Erstaufführungen, u. a. von Werken von Ottorino Respighi (2. Violinsonate) und Jean Sibelius. Im Duo mit Klavier spielte er mit Wilhelm Kempff, Sebastian Peschko und Georg Solti, Wolfgang Rosé, Siegfried Schultze, außerdem war er ab 1944 Primarius des Kulenkampff-Quartetts.
1940 zog er nach Potsdam. Aus dieser Zeit stammt seine Einspielung des Violinkonzerts von Max Bruch und eine Live-Aufnahme von Sibelius’ Violinkonzert, das Wilhelm Furtwängler dirigierte.
Nach dem Krieg machte er 1948 Aufnahmen mit dem Schwedischen Radio Symphonie-Orchester von Glasunows Violinkonzert.
Kulenkampff wirkte von 1935 bis 1948 auch in dem bekannten Klaviertrio Fischer/Kulenkampff/Mainardi mit, zusammen mit Edwin Fischer (Klavier) und Enrico Mainardi (Violoncello). Nach Kulenkampffs Tod übernahm Wolfgang Schneiderhan dort bis 1959 den Part der Violine.
Kulenkampff nachgelassene Aufzeichnungen wurden 1952 dank der Unterstützung von Caspar Kulenkampff (Sohn), Frankfurt, und Otto Hoffmann (Schwiegervater), Lübeck, unter dem Titel „Geigerische Betrachtungen“ von Gerhard Meyer-Sichting herausgegeben. G. M.-S.: „Die Schrift stützt sich auf das Studium der im Archiv befindlichen Noten und Aufzeichnungen und auf Gespräche mit Georg Kulenkampff.“

## Diskographie
Kulenkampffs Schallplatteneinspielungen liegen zurzeit auf 14 CDs mit ausführlichsten Dokumentationen weitgehend beim Verlag PODIUM vor. In Vol. 10 und 11 sind auch Kulenkampffs/Meyer-Sichtings „Geigerische Betrachtungen“ wieder veröffentlicht.